# 臺上
臺上，是臺灣高雄市岡山區的一個傳統地域名稱，位於該區中部，並向北北西延伸至邊界。相較於今日行政區，其範圍大致包括為隨里、台上里、岡山里北半葉的東部及東北部、竹圍里西南部不含其南側。
本地區境內主要聚落為臺上、下竹圍、為隨，設有竹圍國小。

## 歷史
台灣日治初期，臺上地區為一街庄，稱為「臺上庄」（舊制街庄），隸屬於仁壽下里。該庄昔日北與三爺埤庄為鄰，東與五甲尾庄為鄰，南邊為後紅庄，西邊為阿公店街、前峰庄、灣仔內庄、北嶺墘庄。
1901年（日治明治三十四年）11月11日，全台廢縣廳改設二十廳，該庄隸屬於鳳山廳。1904年（明治三十七年）5月3日，該庄編入「阿公店區」，隸屬於鳳山廳。1909年（明治四十二年）10月25日，全台合併二十廳為十二廳，阿公店區改隸屬於臺南廳。1920年（大正九年）10月1日，全台地方制度大改正，廢十二廳改設五州二廳，該庄改制為「臺上」大字，隸屬於高雄州岡山郡岡山街（新制街庄）。
戰後岡山街改制為岡山鎮，隸屬於高雄縣，大字亦改制為里。1950年（民國39年）10月1日，高、屏分治，岡山鎮仍隸屬於高雄縣。2010年（民國99年）12月25日，高雄縣、市合併為直轄高雄市，岡山鎮改制為岡山區。

## 聚落
本地區發展較早的聚落為臺上、下竹圍、為隨，在日治初期的官方地圖上已有記載。

## 交通
台鐵縱貫線是台灣西部南北向鐵路幹線，經過本地區中部略偏西。最近的車站在北側為路竹車站，在南側為岡山車站。前者屬三等站，停靠部分莒光號、區間快車及全部區間車；後者屬一等站，停靠部分自強號、莒光號、區間快車及全部區間車；由此等可前往台鐵沿線各站。
省道台1線又稱「縱貫公路」，是台北至楓港的傳統平面幹道，經過本地區西南端。由該道路北行可前往路竹區、湖內區、台南市仁德區、東區/南區等地，南行經岡山區岡山市區東邊可前往橋頭區、楠梓區、仁武區西部、左營區東部等地。
省道台19甲線是鹽水至赤崁的幹道，經過本地區中部略偏南的臺上聚落。由該道路北行可前往阿蓮區、關廟區、新化區、新市區等地，南行可前往岡山區岡山市區、梓官區，並止於赤崁地區的區道高23線路口。
區道高7線是營前至岡山的道路，其南側端點（終點）位於本地區南部西側邊界地帶的省道台1線暨省道台19甲線路口，由此向北會經過本地區為隨聚落西郊。
區道高16線是三爺橋至大莊的道路，其西側端點（起點）位於本地區東北端的區道高7線路口。
區道高28線是機場至新挖仔的道路，經過本地區的臺上聚落西北側及北側。

## 學校
- 竹圍國小

## 公務機關
- 岡山區公所（東半部）
- 高雄市政府警察局岡山分局（東半部）
- 高雄市政府警察局岡山分局壽天派出所